# Synthecium hians
Synthecium hians är en nässeldjursart som beskrevs av Wilfrid Arthur Millard 1957. Synthecium hians ingår i släktet Synthecium och familjen Syntheciidae. Inga underarter finns listade i Catalogue of Life.